# Consonne vibrante
Une consonne vibrante, ou par concision vibrante est le produit d'un ou de plusieurs battements, c'est-à-dire de vibrations, sous la pression de l'air interne, d'un des organes de la parole : pointe de la langue ou luette. L'organe concerné prend contact avec un point fixe, opposé, du chenal expiratoire. Il en résulte une ou plusieurs occlusions successives, très rapides, accompagnées de résonances brèves.
- S'il n'y a production que d'un seul battement, la consonne est dite battue.
- S'il y a production de plusieurs battements, la consonne est dite roulée.

En anglais on parle de trill, parfois rendu par le terme polyvibrante opposé à monovibrante, en anglais tap ou flap. Tap et flap sont souvent confondus mais correspondent pourtant à deux réalités : le simple « battement » décrit ci-dessus et un battement simple dont la phase initiale n’est pas l’appui de l’élément mobile contre l’articulateur fixe mais une position libre. Il s’agit d’un mouvement plus ample. On trouve aussi la terminologie plus « économique » vibrant ~ vibré ~ vibratile.